# Mättat fett

Mättade fetter består av en glycerolmolekyl, och tre långa raka fettsyror.

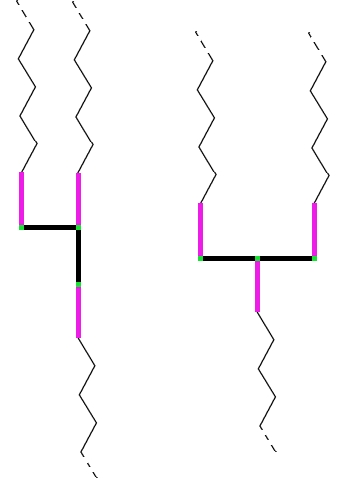
Eftersom glycerolmolekylen i mitten är böjlig så kan fettsyrorna arrangeras på två olika sätt, antingen som en stol, eller som en stämgaffel.

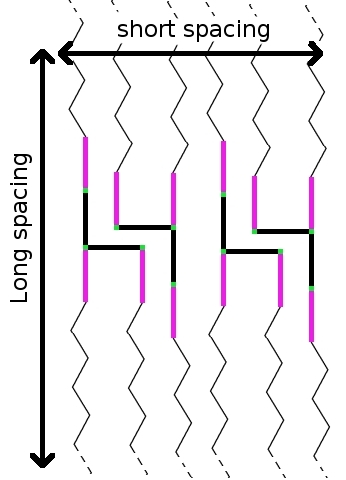
Mättade fetter i stolform kan packas väldigt tätt, och blir då hårt och har hög smältpunkt. Eftersom omättade fettsyror är krokiga går de inte alls att packa lika effektivt, molekylerna glider mot varandra, och fettet blir mjukt.

Mättat fett är en fettsyreester där fettsyrans kolkedja hålls samman av enkelbindningar. Mättade fettsyror är raka i sin kemiska struktur, de är med andra ord "mätta" (saknar dubbelbindningar) och därför mer stabila (mindre benägna att binda till syre och oxidera). Ett mättat fett har högre smältpunkt än ett omättat fett.
Mättat fett finns i både vegetabilier och animaliska produkter. Mättat fett utgör ca 93% av kokosfett.

## Hälsoeffekter
Livsmedelsverket, Nordiska Näringsrekommendationer 2012, Europeiska myndigheten för livsmedelssäkerhet , Världshälsoorganisationen, American Dietary Association och British National Health Service rekommenderar ett utbyte av mättade fetter till förmån för fleromättade för att minska risken för ohälsa och hjärt- och kärlsjukdom. Utbyte av mättade fetter till fleromättade i relation till förbättrad hälsa och minskad risk för hjärt- och kärlsjukdom stöds av flera studier.  